# Virgilio Ranzato
Virgilio Enrico Ranzato (Venezia, 7 maggio 1882 – Como, 20 aprile 1937) è stato un compositore italiano, autore di settanta musiche per violino e dell'opera Campane di Guerra del 1933 su libretto di Carlo Ravasio. Divenne noto soprattutto come autore di musiche per operetta.

## Biografia
Dopo gli studi strumentali, iniziò la sua carriera come violinista, effettuando concerti in Ungheria e in Austria. Importanti furono le sue stagioni trascorse alla Scala di Milano come primo violino e le tournée in Nord America al seguito di Arturo Toscanini. Successivamente lavorò anche come direttore d'orchestra, ma fu l'operetta a dargli le maggiori soddisfazioni.
Il suo debutto avvenne nel 1911 con la partitura del Velivolo (libretto di Giuseppe Guidi), inscenato al Teatro Balbo di Torino, seguito nel 1912 da Yvonne con il libretto di Camillo Antona-Traversi e Carlo Vizzotto al Teatro Apollo di Roma. Solo quattro anni dopo riscosse un certo successo di critica e di pubblico con il debutto milanese de La leggenda delle arance con il libretto di Carlo Caretta e Princivalli Lampugnani al Teatro Diana nel 1916, confermato nel 1919 da Quel che manca a Sua Altezza con il libretto di Giovacchino Forzano, presentato al Teatro Quirino di Roma.
Ma è noto soprattutto per aver composto due delle operette italiane più popolari, come Il paese dei campanelli del 1923 e Cin Ci La del 1925.
Musicò anche il Re Salsiccia, di Giulio Bucciolini, una vera e propria commedia musicale che ebbe la prima assoluta nel 1932 al Politeama Nazionale di Firenze.
Nel 1924 Luna Park con il libretto di Carlo Lombardo ha la prima assoluta al Teatro Lirico di Milano.
Al Teatro Reinach di Parma nel 1925 vanno in scena Il paese dei campanelli per la Compagnia di operette e opere comiche della casa musicale ISAPLIO e Luna park con Nuto Navarrini, nel 1926 Cin Ci Là per la Compagnia di operette La Lombardiana, nel 1930 Cri-Cri e Monelli fiorentini e nel 1931 I merletti di Burano.
Si è messo in evidenza anche per la sua attività concertistica, in coppia con Umberto Moroni e con il trio (Trio italiano) Fano-Ranzato-Ranzato, in compagnia del figlio Attilio. 
Anche la moglie di Ranzato, Lucilla è stata una valente cantante soprano.
Nel 1927 al Teatro Lirico di Milano hanno la prima assoluta La cittа rosa con il libretto di Carlo Lombardo e Carlo Ravasio e Zizi con il libretto di Carlo Ravasio.
Nel 1928 Cri-cri con il libretto di Carlo Lombardo ha la prima assoluta al Teatro Dal Verme di Milano, La danza del globo al Politeama Genovese ed I merletti di Burano con il libretto di Carlo Lombardo e Carlo Ravasio al Teatro Lirico di Milano.
Nel 1929 Lady Lido con il libretto di Dino Marchi ha la prima assoluta al Teatro Drammatico Nazionale di Roma.
Nel 1930 La duchessa di Hollywood con il libretto di Carlo Lombardo ha la prima assoluta al Teatro Dal Verme di Milano, Fuoco fatuo al Teatro Savoia di Messina ed I monelli fiorentini con il libretto di Luigi Bonelli al Teatro Nazionale di Palermo.
Nel 1932 Prigioni di lusso con il libretto di Carlo Lombardo e Carlo Ravasio ha la prima assoluta al Teatro Odeon di Milano.
Nel 1936 hanno la prima assoluta A te vogliar torne con il libretto di Giovanni Maria Sala al Teatro Civico di Alessandria e Briciolina con il libretto di Maria Tibaldi-Chiesa al Teatro Arcimboldo di Milano.
Ranzato morì il 20 aprile del 1937 a causa di una crisi diabetica.